# La Teste-de-Buch
La Teste-de-Buch é uma comuna francesa na região administrativa da Nova Aquitânia, no departamento da Gironda. Estende-se por uma área de 179,92 km². Em 2010 a comuna tinha 26 626 habitantes (densidade: 148 hab./km²).